# 29 Serpentis
29 Serpentis är en blåvit jätte i stjärnbilden  Ormen.
29 Serpentis har visuell magnitud +6,69 och kräver fältkikare för att kunna observeras. Den befinner sig på ett avstånd av ungefär 450 ljusår.